# Castillo de Lopera
El Castillo de Lopera es un castillo de la época de la conquista castellana, situado en el municipio de Lopera, provincia de Jaén (España). Está declarado Bien de Interés Cultural.

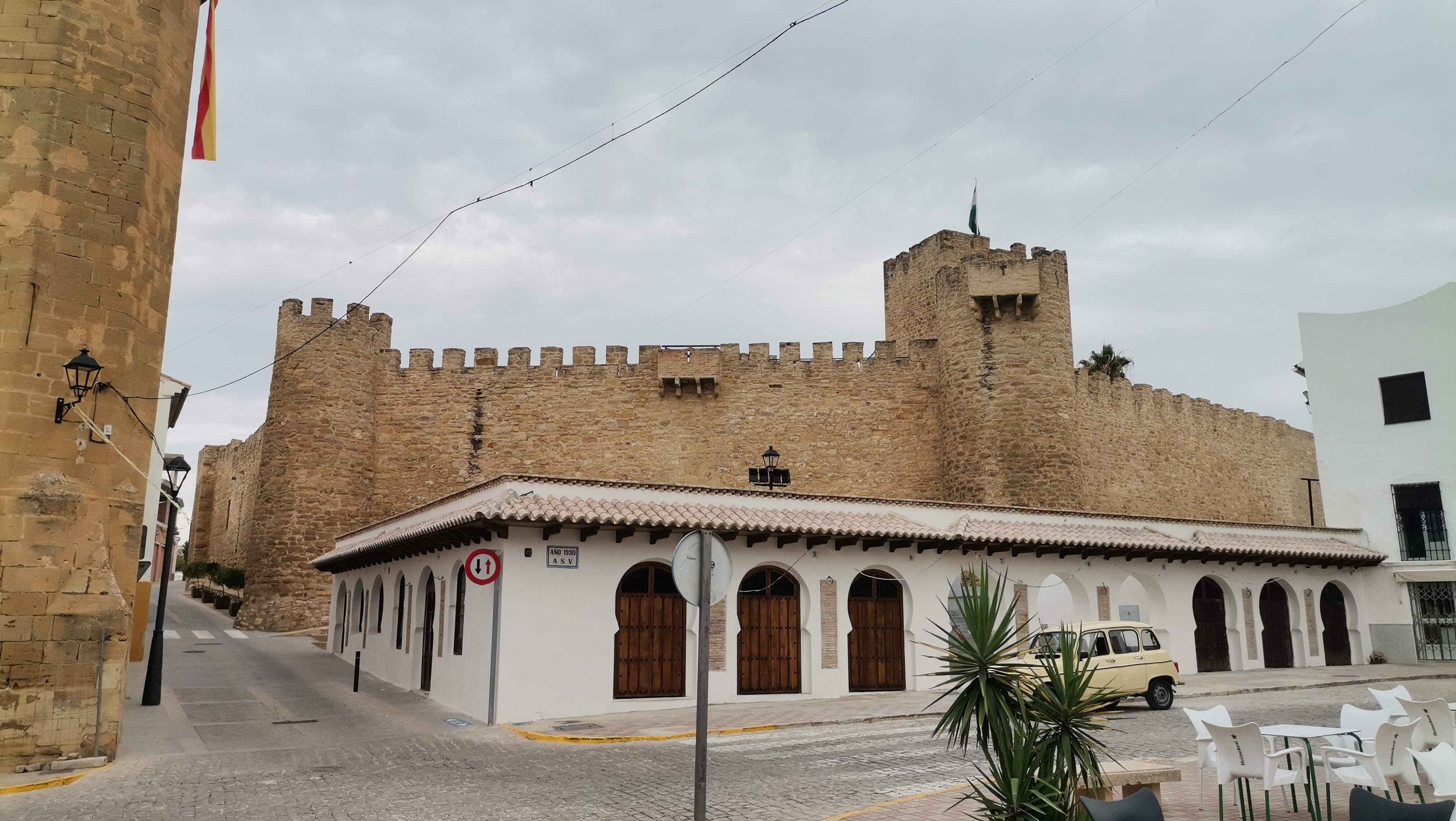
Castillo de Lopera

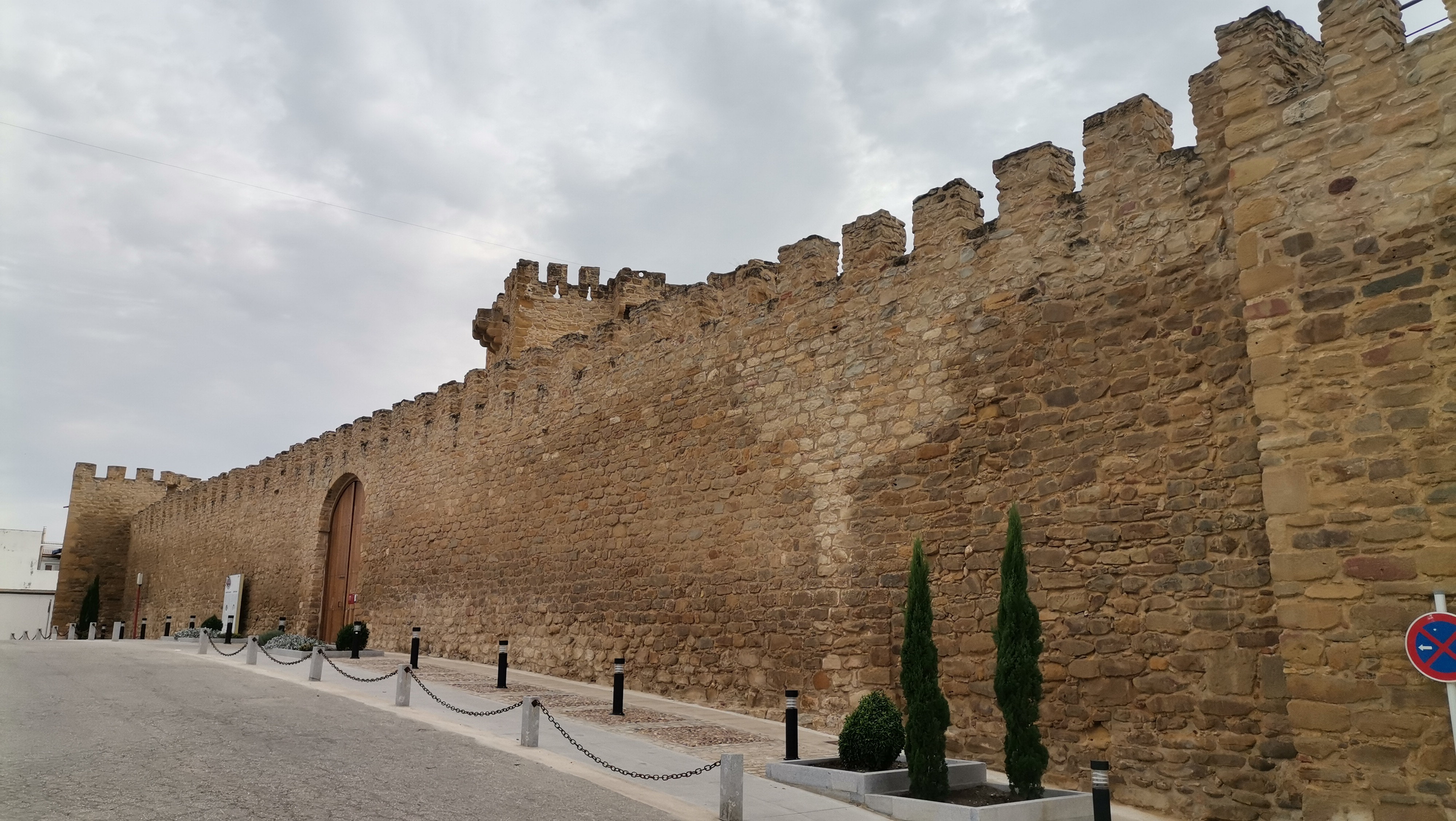
Lienzo este del castillo de Lopera

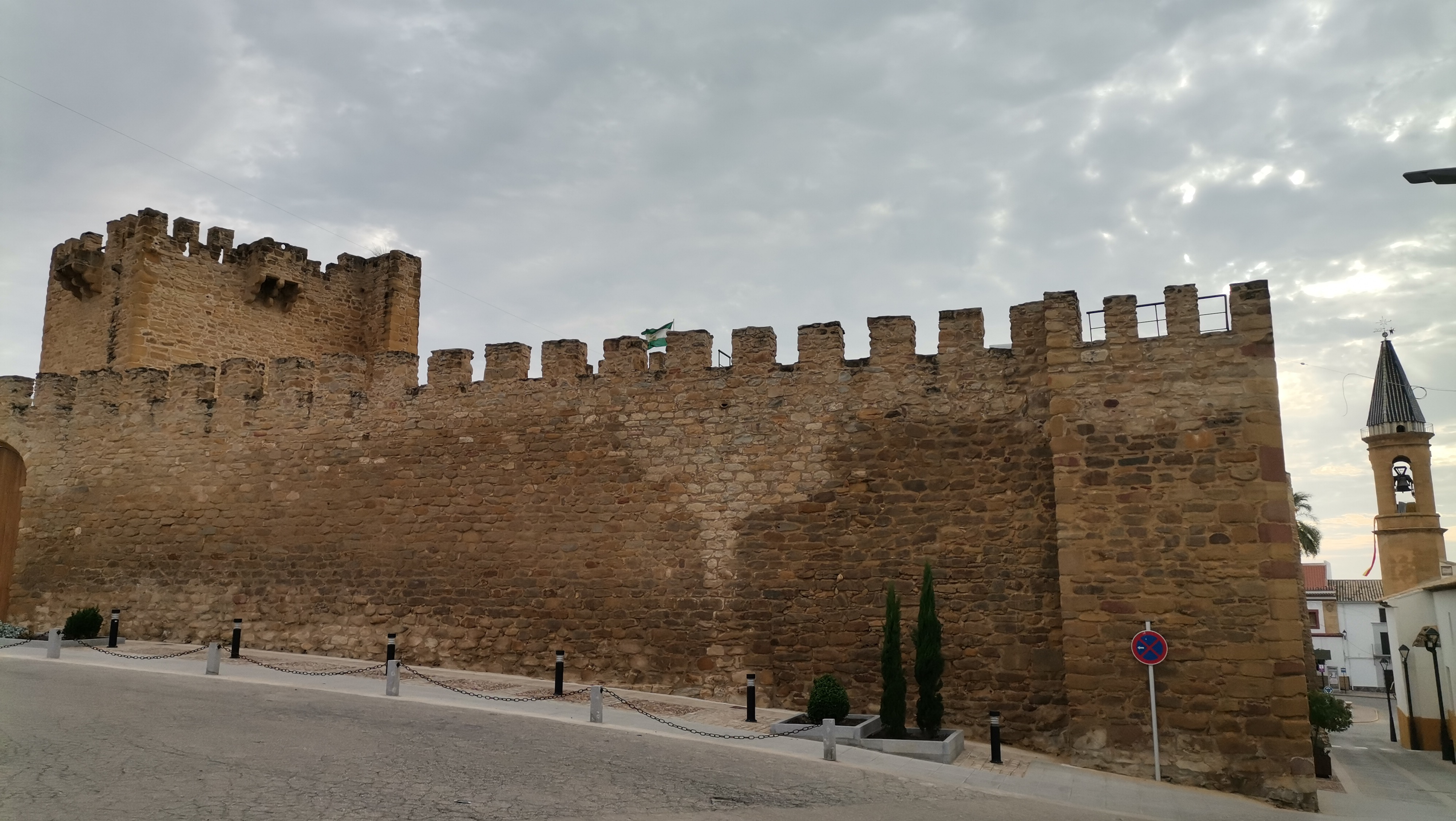
Castillo mas Torre iglesia de Lopera

## Situación
Está situado en el centro del pueblo de Lopera, ocupando una considerable extensión del casco urbano.

## Descripción
El recinto es pentagonal, todo construido en mampostería con mortero de cal, y el acceso principal al mismo, rotegido por dos matacanes de ladrillo, se abre en su lado menor, que mira hacia el oeste. Dicho lienzo, que dispone de adarve con parapeto almenado (posiblemente muy posterior al propio muro), está flanqueado por dos torres cilíndricas. La puerta, tiene jambas construidas con fustes de columnas romanas reutilizadas, y arco de medio punto.
Los restantes lienzos de muralla se rematan en las esquinas con torreones de distinta planta, circular el de su extremo sur, con balcón amatacanado; cuadrada la del situado en el vértice oriental, que se encuentra muy restaurado; y en forma de L el más septentrional, que presenta una cadena de sillares achaflanados. El lienzo de muro entre estos dos últimos, está abierto en su parte central con un portón moderno.
En el interior del recinto, se han producido un gran número de alteraciones a lo largo de la historia, aunque se mantienen dos torres del homenaje, llamadas de Santa María (almenada y con entrada por un arco apuntado, a nivel del patio de armas) y de San Miguel (esta, desmochada, y con acceso en primera planta), ambas con planta cuadrada y numerosas modificaciones en su estructura interior.

## Datación
Por el tipo constructivo general del castillo, los autores lo datan en la segunda mitad del siglo XIII, aunque con importantes reformas en los siglos siguientes. Este castillo no aparece en casi ninguna fuente medieval, y una de las primeras menciones al mismo proviene de Bernardo de Espinalt, ya en el siglo XVIII.